# Ali Khalifa Al-Kuwari
Ali Khalifa Al-Kuwari (em árabe: علي خليفة الكواري; Doha, 1 de janeiro de 1941) é um ativista, economista, escritor, jornalista e professor qatariano. Forte defensor da democracia, ocupou diversos cargos no setor de petróleo. Tornou-se conhecido por escrever o livro As Pessoas Querem a Reforma de Qatar, posteriormente proibido pelo governo de ser comercializado, devido às críticas diretas à política do país asiático. Conforme ressaltado pelo título da obra, é também um dos pioneiros na defesa pela reforma política de Qatar.

## Vida pessoal
Al-Kuwari nasceu na capital do Qatar, Doha, em 1 de janeiro de 1941. Ele obteve um bacharelado em Administração de Empresas pela Universidade de Damasco em 1966 e recebeu o título de Doutor em Filosofia pela Universidade de Durham oito anos depois, em 1974.

## Carreira literária
O escritor qatariano iniciou sua atividade profissional como economista e vice-presidente da Companhia de Gás Liquefeito e, em seguida, da Companhia Nacional de Produtos de Petróleo. Ele também serviu como presidente do Comitê Misto da Cooperação Econômica de Reino Unido e Qatar. Lecionou Economia na Universidade de Qatar de 1975 a 1982. Nove anos depois, em 1991, co-fundou o projeto Estudos do Impacto da Democracia em Municípios Árabes com o professor Raghid Al-Solh, no qual analisou a consolidação do modelo democrático nas cidades de seu país e de países próximos dali.
Al-Kuwari também foi um pesquisador da Frente da Unidade Nacional de Qatar, projeto nacionalista que ele intitulou ser "o movimento que traça a oposição às políticas do governo e às demandas por reformas no país. Ele é o anfitrião de uma reunião mensal, conhecida como As Segundas-Feiras, em que os cidadãos do país debatem questões relacionadas à reforma idealizada pela frente. Em uma entrevista com a Fundação Heinrich Böll, da Alemanha, comentou que há um desequilíbrio demográfico entre os estrangeiros e os cidadãos de Qatar e, dessa forma, os governantes buscam se beneficiar deste desequilíbrio, "arrancando da sociedade qatariana sua identidade cultural".
Em 2012, ele publicou o livro As Pessoas Querem a Reforma de Qatar, após conversas sucessivas, ao longo do ano, com outros sessenta escritores do país asiático, os quais formaram o grupo Qatarianos da Reforma. Nele, os autores criticam a postura política dos governantes pela imprevisibilidade econômica e pela falta de transparência.